# طويقان أصفر الأذن
طويقان أصفر الأذن (الاسم العلمي:Selenidera spectabilis) (بالإنجليزية: Yellow-eared Toucanet)‏ هو نوع من الطيور يتبع جنس طويقان ثنائي اللون من الفصيلة الطوقانية.